# 후겐지촌
후겐지촌(일본어: 普賢寺村)은 일본 교토부 쓰즈키군에 설치되었던 촌이다. 현재의 교타나베시 남서단에 해당한다.